# تپه شماره ۳ امامزاده اولیاء
تپه شماره ۳ امامزاده اولیاء در شهرستان درگز، بخش چاپشلو، روستای اولیاء واقع شده و این اثر در تاریخ ۱۰ دی ۱۳۸۱ با شمارهٔ ثبت ۶۷۰۶ به‌عنوان یکی از آثار ملی ایران به ثبت رسیده است.